# Charles MacLeod-Robertson
Charles MacLeod-Robertson (* 7. Mai 1870 in Belfast, Nordirland; † 2. Juli 1951 in Dumbarton, Schottland), je nach Quelle auch Colin McLeod Robertson, war ein britischer Segler.

## Erfolge
Charles MacLeod-Robertson gewann 1908 in London bei den Olympischen Spielen in der 12-Meter-Klasse die Silbermedaille. Bei der auf dem Firth of Clyde in Schottland ausgetragenen Regatta traten lediglich die beiden britischen Boote Hera und Mouchette, zu deren Crew MacLeod-Robertson gehörte, in zwei Wettfahrten gegeneinander an. Die Hera gewann beide Wettfahrten, sodass neben MacLeod-Robertson und Skipper Charles MacIver auch die übrigen Crewmitglieder John Jellico, James Baxter, William Davidson, Thomas Littledale, J. Graham Kenion, James Spence, John Adam und Charles R. MacIver den zweiten Platz belegten.